# Cóc lưỡi tròn Israel
Cóc lưỡi tròn Israel (cũng gọi Cóc lưỡi tròn Israel hay Cóc lưỡi tròn Palestin) (Bản mẫu:He) (agulashon sh’hor-gahon) (tên khoa học Discoglossus nigriventer) là một loài lưỡng cư được cho là đã tuyệt chủng cho đến khi mẫu con cái được phát hiện ngày 16/11/2011. Nó là loài đặc hữu đầm lầy hồ Hula ở Israel.\\
Việc đầm lầy Hula khô thập niên 1950 đã được cho là nguyên nhân dẫn đết sự tuyệt chủng của loài cóc này, cùng với loài cá Cyprinidae Acanthobrama hulensis và cá Cichlidae Tristramella intermedia. Các cải thiện môi trường ở khu dự trữ Hula đã được cho là nguyên nhân khả dĩ cho sự xuất hiện trở lại của loài cóc này.

## Hình ảnh

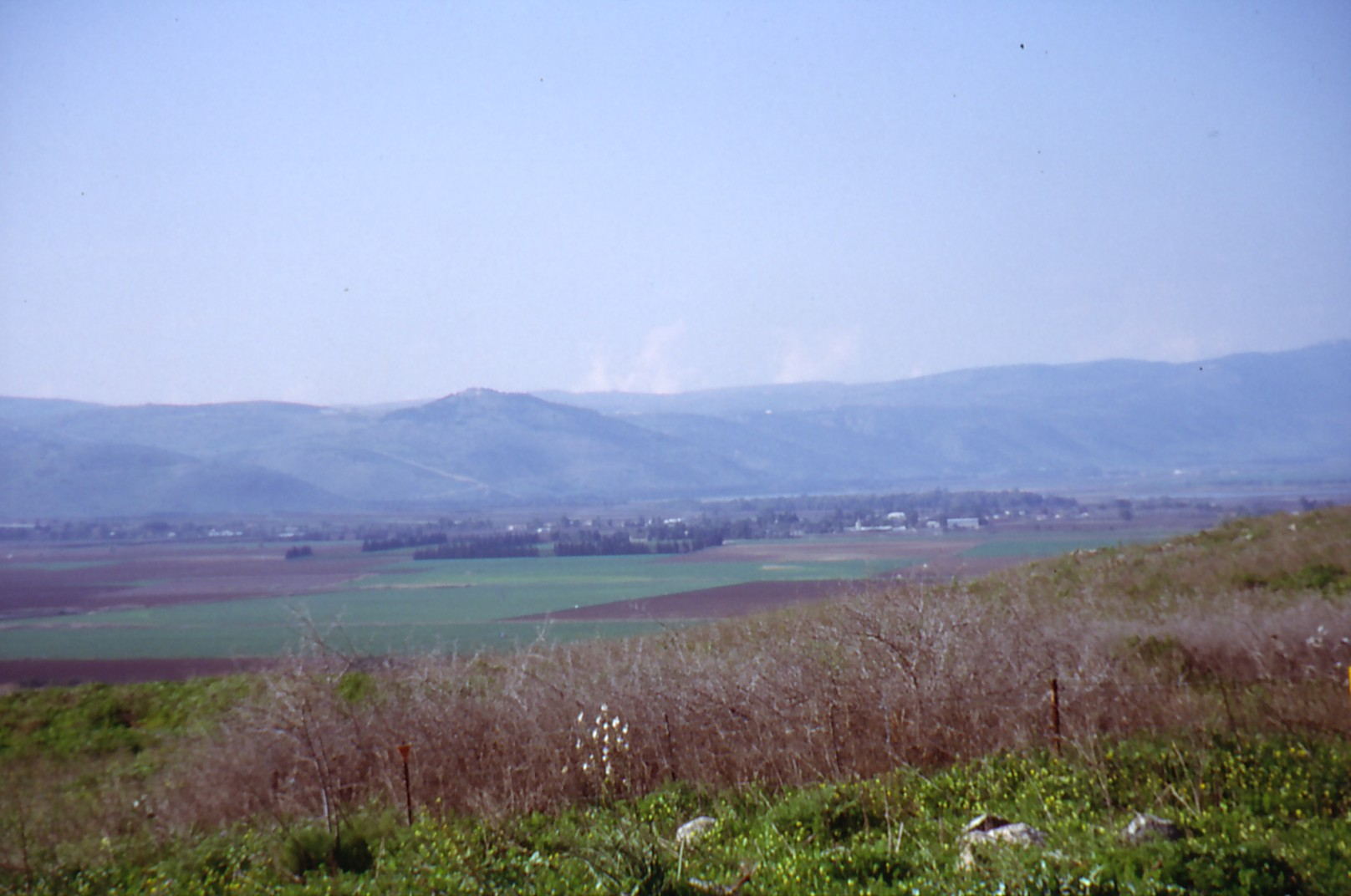